# 喫茶とまり木 営業中!
『喫茶とまり木 営業中!』は、かたせなのによる日本の漫画作品。

## 登場人物
鳴海聡一
高校二年生。メイド喫茶で働いていたが閉店を転機に、とまり木でバイトを始める。
鷹原つばめ
高校一年生。ドジで運動音痴だが、料理は得意。
鷹原つぐみ
つばめの姉でとまり木のオーナー。
鷹原こるり
つばめの妹。時々、店の手伝いをしている。しっかり者だが金遣いが荒い。
美希
メイド喫茶「ラティアノ」の店員。

## 単行本
- かたせなの 『喫茶とまり木 営業中!』 双葉社〈コミックハイ!〉、全2巻
  1. 2011年11月11日発行、ISBN 978-4-575-83984-5
  2. 2012年6月12日発行、ISBN 978-4-575-84083-4